# 輔增三
大熊座86，又名BD+54 1630，HD 121409、SAO 28928、HR 5238，是大熊座的一颗恒星，视星等为5.7，位于銀經103.76，銀緯61.01，其B1900.0坐标为赤經13h 50m 10.2s，赤緯+54° 61.01′ 13″。